# Championnat de Belgique masculin de handball 1957-1958
Navigation
Division 1 1958-1959
La saison 1957-1958 du Championnat de Belgique masculin de handball est la 1re édition de la plus haute division belge de handball masculin.
Cette première édition s'est jouée dans sa version à onze, c'est-à-dire en extérieur sur un terrain herbeux. Il s'agit de la seule saison dans ce cas puisque dès la saison 1958/1959, l'Union belge introduit le handball à 7.
L'Olympic Club Flémallois s'adjuge le titre de premier champion de Belgique.

## Champion
| Champion de Belgique 1957-1958 ROC Flémalle 1er titre |